# Mémoire de fille
Mémoire de fille est un roman ou récit autobiographique d'Annie Ernaux, publié en 2016 aux éditions Gallimard.

## Résumé
Replonger dans cette nuit mémorable et initiatique de l'été 1958 pour en comprendre l'onde de choc qui la secouera durant les deux années suivantes, voilà le projet d'Annie Ernaux. L'auteure, dans un va-et-vient incessant entre « la fille de 1958 » et celle d'aujourd'hui, fait part des souvenirs de sa première nuit avec un homme et des répercussions sur la femme qu'elle est devenue. « S'appuyant sur des images indélébiles de sa mémoire, des photos et des lettres écrites à ses amies, elle interroge cette fille qu'elle a été. ».
Un ouvrage, dans lequel, près de soixante ans plus tard, elle se penche sur l'année de ses 18 ans,, lorsqu'elle a ses premières relations sexuelles et sa première expérience de la vie en collectivité pendant une colonie de vacances dans l'Orne. Cette expérience restera pour elle, comme elle l'écrit dans l'ouvrage, « la grande mémoire de la honte, plus minutieuse, plus intraitable que n'importe quelle autre. Cette mémoire qui est en somme le don spécial de la honte ».
Dans le troisième épisode d'un documentaire radiophonique Violé·es : une histoire de dominations diffusé sur France Culture en décembre 2020, Annie Ernaux, avec Mathilde Forget et Clémence Allezard, revient sur ce récit Mémoire de fille et qualifie pour la première fois l'événement qu'elle y relate de viol,,,.

## Réception
L'épisode de l'été 1958 est très bien reçu, en France. Raphaëlle Leyris, dans Le Monde, évoque un magnifique récit, venant compléter ses autres œuvres à caractère autobiographiques sur cette période charnière de ses 18/20 ans.
Pierre Assouline écrit, à propos de sa lecture de Mémoire de fille : « je ne l’ai pas regretté, pour celui-là comme pour La Place, Les Années, La Honte, L’Événement, Passion simple… Une œuvre, une vraie, sous-tendue par une sensation du monde et un projet d’écriture. [...] Au fond, ce n’est pas seulement de la première nuit qu’il s’agit mais au-delà, de la honte et de l’humiliation qui sont le territoire de tous. »
Quelques voix se montrent plus critiques, cependant. Pour Frédéric Beigbeder, Annie Ernaux est devenue un « écrivain officiel » qui serait « unanimement salué par une critique béate ». Recensant également Mémoire de fille en 2016, Roland Jaccard déplore que l'écrivain ne soit pas parvenu à « se soustraire aux lieux communs qui lui auraient peut-être permis [...] d’acquérir un certain style. ».
Adaptations théâtrales 
- 2022, 2023 : festival Off d'avignon, par la compagnie "les pieds dans l'eau"[14]
- 2023 : sur la scène du Théâtre du Vieux-Colombier à Paris[15],[16].

## Éditions
- Mémoire de fille, coll. Blanche, Gallimard, 1er avril 2016, 160 p.  (ISBN 9782070145973)
- Mémoire de fille, Folio 2018
- Mémoire de fille, éd. Gallimard, coll. « Écoutez lire », 2016 (Livre audio)
- (de) Trad. Sonja Finck: Erinnerung eines Mädchens. Suhrkamp, Berlin 2018

## Autres écrits autobiographiques
- Les Armoires vides, Gallimard, 1974.
- Ce qu'ils disent ou rien, Gallimard, 1977.
- La Femme gelée, Gallimard, 1981.
- La Place, Gallimard, 1983
- La Honte, Gallimard, 1997
- L'Événement, Gallimard, 2000